# Saubara
Saubara este un oraș în statul Bahia (BA) din Brazilia.